# Maria Dolors Clavell i Nadal
Maria Dolors Clavell i Nadal és una advocada catalana, que va ser diputada al Parlament de Catalunya en la VII i VIII legislatures.

## Biografia
És especialitzada en dret administratiu. Professora en cursos de postgrau a la Universitat Pompeu Fabra (UPF) i a la Universitat Politècnica de Catalunya (UPC), imparteix diversos cursos relacionats amb l'urbanisme i l'habitatge. Ha treballat com a assessora de dret administratiu, medi ambient, urbanisme i habitatge per a diverses administracions, entitats i particulars; ha intervingut en la redacció d'instruments de planejament i gestió urbanística i en processos de regeneració urbana en centres degradats. Ha estat consultora internacional en projectes a l'Amèrica Llatina, en qüestions relatives a la legislació administrativa, urbanística i de contractació pública. És membre del Col·legi d'Advocats de Barcelona i de l'Associació Catalana de Juristes Demòcrates. Ha estat diputada per ICV-EUiA a les eleccions al Parlament de Catalunya de 2003 i 2006.

## Obres
- Comentarios a la Ley d'urbanismo de Cataluña (2005)
- Estudis sobre urbanisme a Catalunya (2004)
- «Legislar sobre el sòl per tenir una política d'habitatge», a Nous Horitzons (2004)
- «Propostes alternatives de promoció per a una nova orientació de l'oferta d'habitatge protegit», a Qüestions d'Habitatge (2004)
- Protecció de la legalitat urbanística. Esquemes i models adaptats a la nova Llei 2/2002, d'urbanisme de Catalunya (2003)
- Instruments urbanístics per a una política de sòl i habitatge a Catalunya (2003)